# Medophron rogatus
Medophron rogatus là một loài tò vò trong họ Ichneumonidae.